# Blues (álbum)
| Críticas profissionais | Críticas profissionais |
| Avaliações da crítica  | Avaliações da crítica  |
| Fonte                  | Avaliação              |
| ---------------------- | ---------------------- |
| About.com              | [ 1 ]                  |
| Allmusic               | [ 2 ]                  |
| Robert Christgau       | A-                     |
| Entertainment Weekly   | A                      |
| NME                    | [ 4 ]                  |
| Rolling Stone          | [ 5 ]                  |

Blues é uma coletânea do guitarrista Jimi Hendrix, lançado pela MCA Records em 26 de Abril de 1994. Contém onze canções lançadas anteriormente gravadas por Hendix entre 1966 e 1970. Possui sete das composições de Hendrix, junto com regravações de famosas canções de blues como Born Under a Bad Sign e Mannish Boy. 

## Faixas
| N.º            | Título                                            | Compositor(es)                       | Duração |  |
| 1.             | "Hear My Train a Comin'" (acústico)               | Hendrix -                            | 3:05    |  |
| 2.             | "Born Under A Bad Sign"                           | William Bell, Booker T. Jones        | 7:37    |  |
| 3.             | "Red House"                                       | Hendrix                              | 3:41    |  |
| 4.             | "Catfish Blues"                                   | Robert Petway                        | 7:46    |  |
| 5.             | "Voodoo Chile Blues"                              | Hendrix                              | 8:47    |  |
| 6.             | "Mannish Boy"                                     | Bo Diddley, Mel London, Muddy Waters | 5:21    |  |
| 7.             | "Once I Had a Woman"                              | Hendrix                              | 7:49    |  |
| 8.             | "Bleeding Heart"                                  | Elmore James                         | 3:26    |  |
| 9.             | "Jelly 292"                                       | Hendrix                              | 6:25    |  |
| 10.            | "Electric Church Red House"                       | Hendrix                              | 6:12    |  |
| 11.            | "Hear My Train a Comin'" (versão elétric ao vivo) | Hendrix                              | 12:00   |  |
| Duração total: | Duração total:                                    | Duração total:                       | 72:17   |  |